# Francisco Martins (compositor)
Francisco Martins (n. Évora, ca. 1620/25- m. Elvas, 20 de Março de 1680). Compositor português do Renascimento.

## Vida
Francisco Martins (n. Évora, ca. 1620/25- m. Elvas, 20 de Março de 1680) foi um compositor português do Renascimento. Terá estudado música, ou com Manuel Rebelo (compositor) ou com António Rodrigues Vilalva. Em 1650 era já Mestre de Capela da Catedral de Elvas. Escreveu música sacra "A Capella", onde se destacam um "Livro de Vésperas" e um "Livro de Quaresma".

## Composições
- Adiuva nos, 4vv, ed. in Portugaliae Musica, Vol. XXXVII (1982).
- Sentado ao pé de um rochedo, villancico, 2vv, bc, ed. in Portugaliae Musica, vol. XXIX (1976).
- 4 Narrativas da Paixão, 3vv, P-Em Biblioteca Pública de Évora
- Domine, tu mihi lavas pedes, motet, 5vv, EVc.
- Várias obras da Semana Santa in Livro da quaresma, 4vv, copied 1655, in 8 Responsórios da Semana Santa, edição nos Cadernos de repertório coral polyphonia, Série azul, I, (Lisboa, 1954).

## Edições Musicais (Partituras)
- Alegria, José Augusto (1991), Obras Litúrgicas: Livro de Vésperas, [volume I], Portugaliae Musica, vol. L, Lisboa, Fundação Calouste Gulbenkian.

- Alegria, José Augusto (1991), Obras Litúrgicas: Livro da Quaresma, [volume II], Portugaliae Musica, vol. L I, Lisboa, Fundação Calouste Gulbenkian.

- Ribeiro, Mário de Sampaio (1954), 8 responsórios da Semana Santa: Francisco Martins: transcritos em notação moderna e revistos por Mário de Sampayo Ribeiro. Lisboa : Sassetti.

- Stevenson, Robert (1976), Vilancicos portugueses, transcrição e estudo de R. S., Portugaliae Musica, vol. XXIX, Lisboa, Fundação Calouste Gulbenkian.

- Stevenson, Robert (1982), Antologia de Polifonia Portuguesa: 1490-1680, transcrições de R. S., Luís Pereira Leal e Manuel Morais; estudo de R. S., Portugaliae Musica, vol. XXXVII, Lisboa, Fundação Calouste Gulbenkian.